# Simon Steiner
Simon Steiner  (* 1996) ist ein Schweizer Unihockeyspieler, der beim Nationalliga-A-Verein Unihockey Tigers Langnau unter Vertrag steht.

## Karriere
Steiner stand während der Saison 2014/15 erstmals im Kader der ersten Mannschaft der Unihockey Tigers Langnau in der Nationalliga A. Seinen ersten Treffer erzielte er in der Saison 2016/17, wo er zugleich einer der besten Skorer seiner Mannschaft war.
2019 gewann Steiner mit den Unihockey Tigers Langnau den Schweizer Cup mit einem 9:8-Sieg über den Grasshopper Club Zürich.

## Erfolge
- Schweizer Cup: 2019